# Yanghe (socken i Kina, Guizhou)
Yanghe (kinesiska: 阳和, 阳和水族乡) är en socken i Kina. Den ligger i provinsen Guizhou, i den sydvästra delen av landet, omkring 120 kilometer sydost om provinshuvudstaden Guiyang. Antalet invånare är 9441. Befolkningen består av 4 422 kvinnor och 5 019 män. Barn under 15 år utgör 24,0 %, vuxna 15-64 år 65 %, och äldre över 65 år 10,0 %.